# Зергенлох
Зергенлох (нім. Sörgenloch) — громада в Німеччині, розташована в землі Рейнланд-Пфальц. Входить до складу району Майнц-Бінген. Складова частина об'єднання громад Нідер-Ольм.
Площа — 2,43 км2. Населення становить 1266 ос. (станом на 31 грудня 2020).

## Галерея

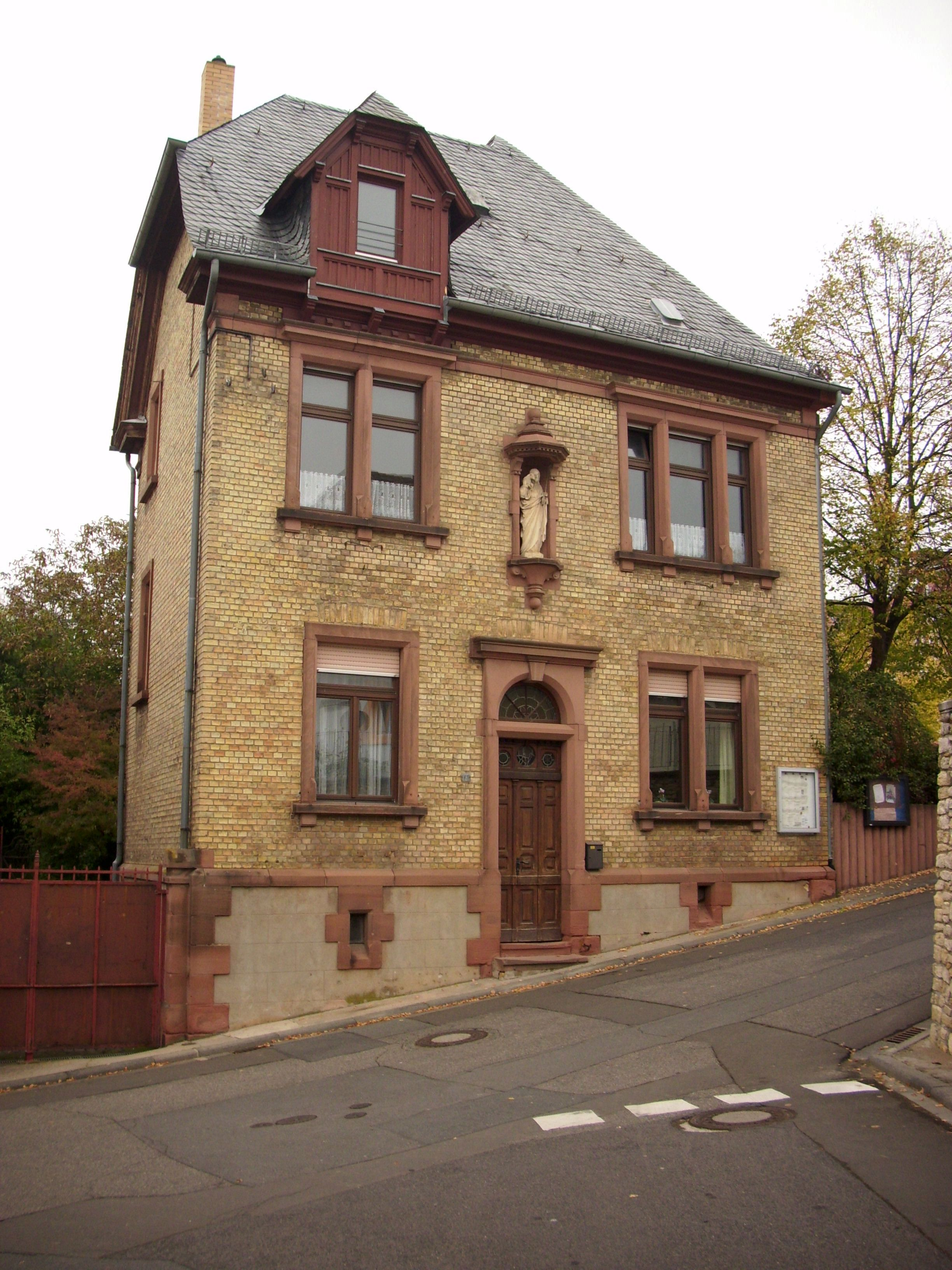
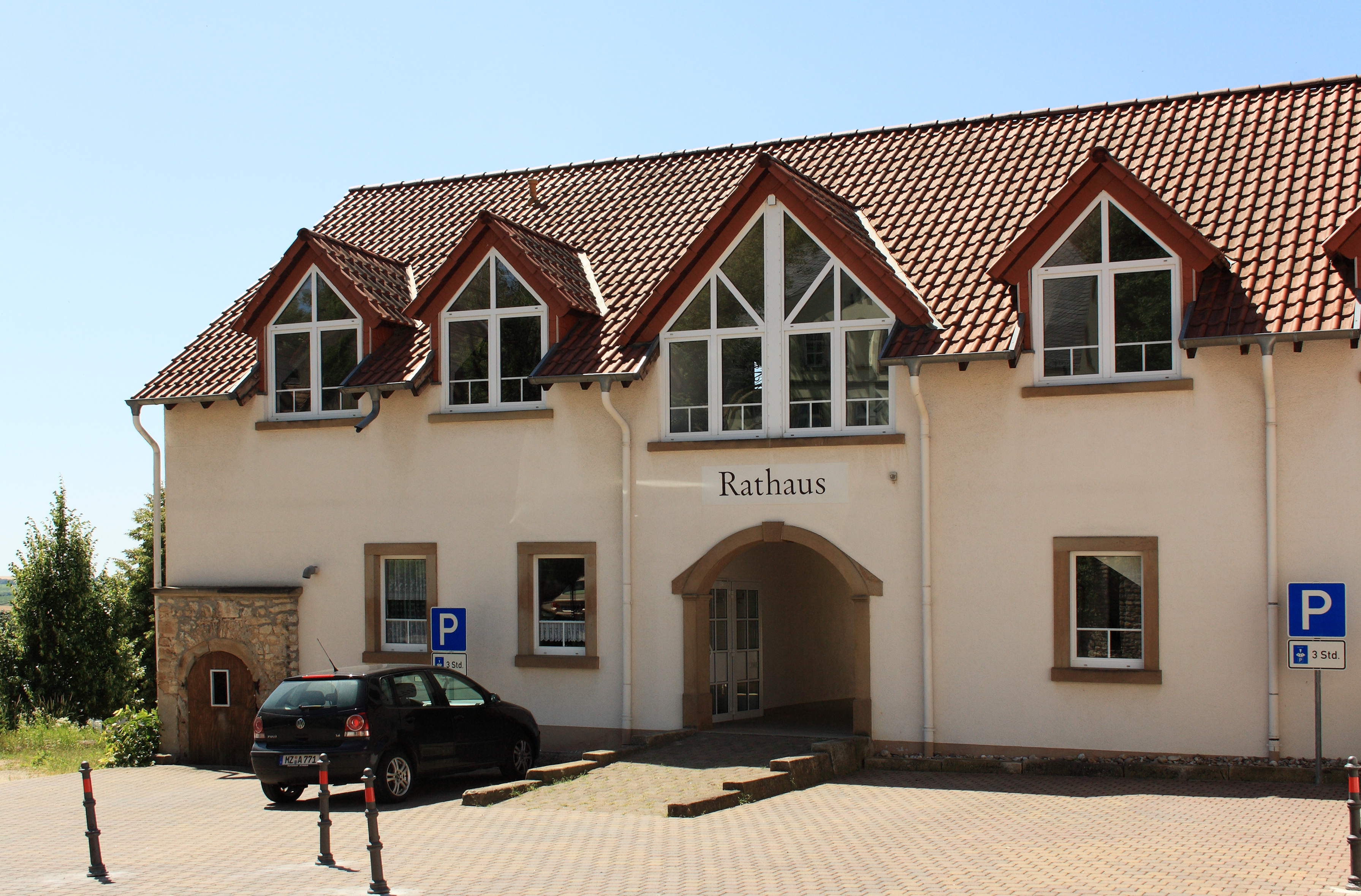
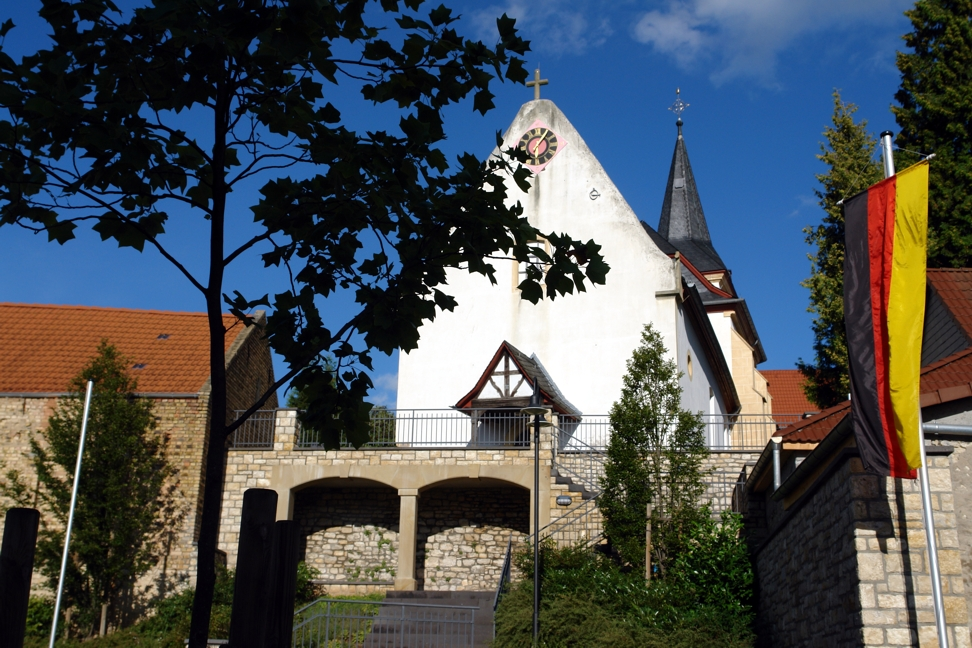
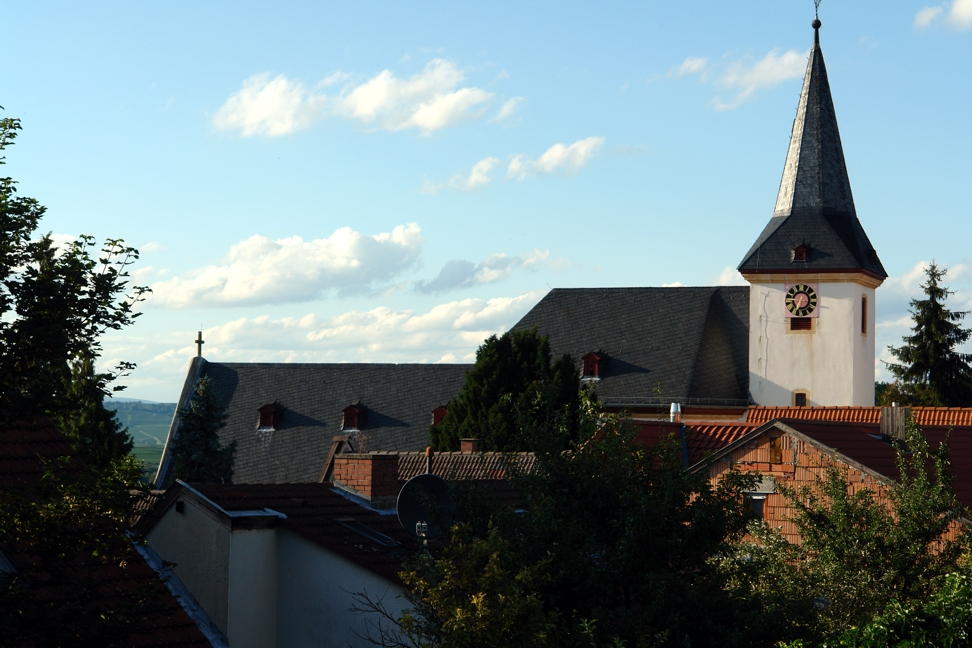
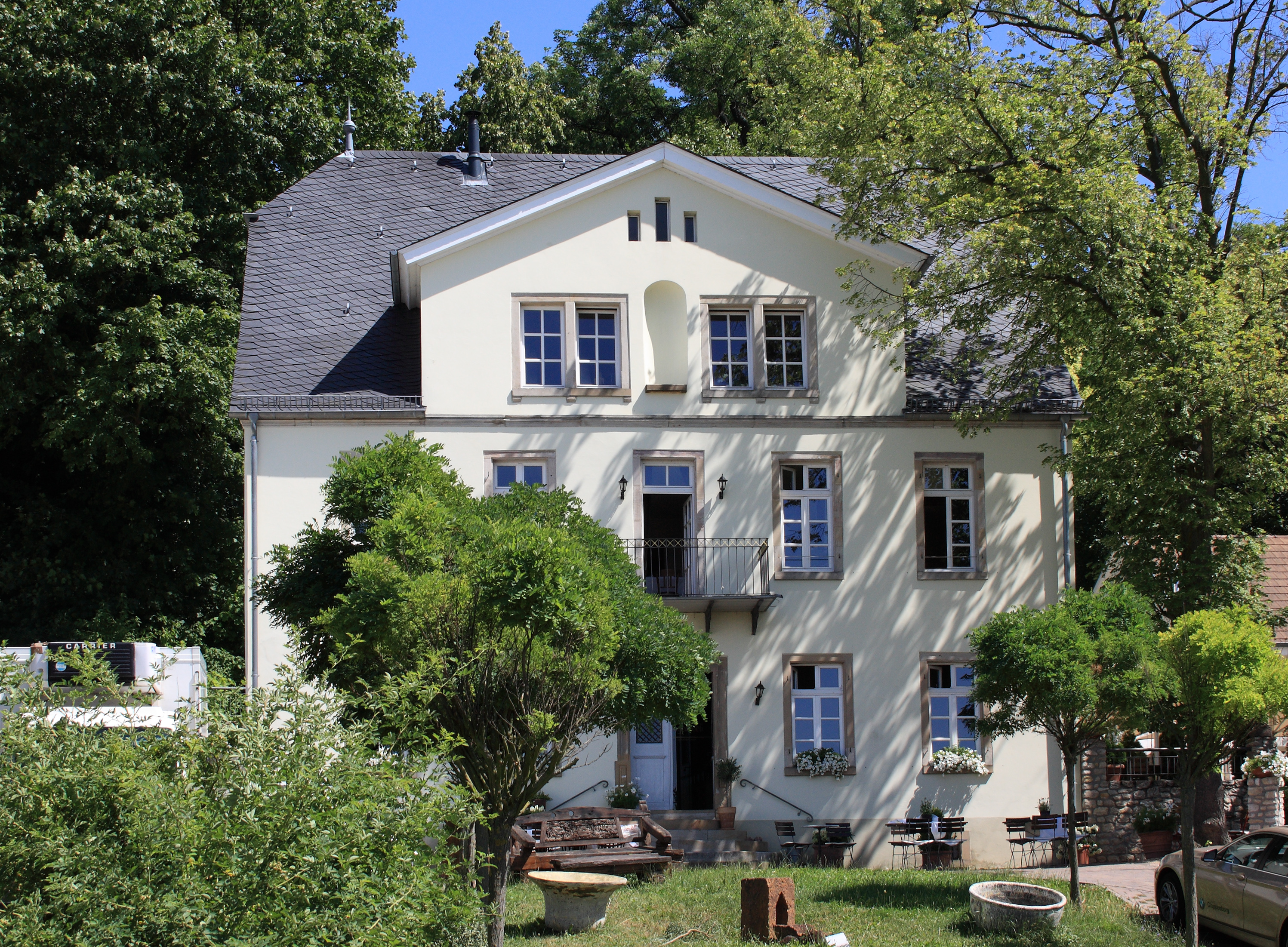